# Aldaia (Vitòria)
Aldaia és un nou barri de Vitòria en el Pla General d'Ordenació Urbana de 2000 que es troba dins el sector de Zabalgana. Limita al nord amb Elejalde, a l'est amb Mariturri, a l'oest amb Zabalgana i al sud amb el parc de Zabalgana.